# Star Wars Episode II: Klonernes angreb
Star Wars Episode II: Klonernes angreb (engelsk originaltitel: Star Wars Episode II: Attack of the Clones) er en amerikansk science fiction-film fra 2002, instrueret af George Lucas. Det er den anden episode i historien om Star Wars. Filmen udspiller sig ti år efter Den usynlige fjende, og Anakin Skywalker er nu i slutningen af sine teenageår. 

## Handling
Ti år efter slaget om Naboo, trues Den Galaktiske Republik af en separatistbevægelse under ledelse af den tidligere Jedi-mester Grev Dooku. Senator Padmé Amidala kommer til Coruscant for at stemme om et forslag om at oprette et militær til at assisterer Jedierne mod truslen. Padmé undgår knap nok et attentat da hun ankommer, og hun bliver beskyttet af Jedi-mester Obi-Wan og hans lærling Anakin Skywalker, som er i slutningen af sine teenageår. De to Jedier forpurrer et andet attentat mod Amidala, og de fanger gerningskvinden Zam Wessell, som bliver dræbt af hendes arbejdsgiver, en dusørjæger, inden hun kan afsløre hans identitet. Jedi-Rådet pålægger Obi-Wan at opspore dusørjægeren, mens Anakin skal beskytte Amidala og eskorterer hende hjem til Naboo, hvor de bliver forelsket i hinanden, på trods af at Jedi-Kodekset forbyder hengivenhed. 
Obi-Wans eftersøgning fører ham til havplaneten Kamino, hvor han opdager en hær, som består af kloner som bliver produceret til Republikken, som er blevet bestilt af Sifo-Dyas, en afdød Jedi-mester, med en dusørjæger Jango Fett som klonernes værtsorganisme. Obi-Wan møder ham, som fortæller at en mand som hed Tyranus' havde idéen til klonerne. Obi-Wan konkluderer, at Jango er den gerningsmanden han leder efter, og efter en kort kamp planter Obi-Wan en sporingsenhed på Jangos skib Slave I. Obi-Wan følger Jango og hans klonsøn Boba til planeten Geonosis. I mellemtiden plages Anakin af mareridt om sin mor som lider, og han drager tilbage til sin hjemplanet Tatooine med Padmé for at redde hende. Watto fortæller Anakin at han solgte Shmi til en fugtfarmer Cliegg Lars som befriede hende og giftede sig med hende. Cliegg fortæller Anakin, at Shmi blev bortført af Tuskener nogle uger tidligere og er muligvis død. Anakin drager afsted og finder sin mor i en Tusken-lejr hvor han finder sin mor som stadig knap nok er i live. Efter hun dør i sin søns arme, giver Anakin efter for sin vrede og nedslagter hele Tusken-stammen. Han tilstår senere sine handlinger til Padmé og sværger at han vil finde en måde at forhindre alle han elsker fra at dø.
På Geonosis overhører Obi-Wan et separatist-møde med deres leder Dooku, som er ved at bygge en droidehær sammen med Handelsføderationens Vicekonge Nute Gunray. Han opdager også at Dooku er ansvarlig for attentatforsøgene på Padmés liv. Obi-Wan transmitterer sine fund til Jedi-Rådet, men bliver taget til fange  af separatisternes droider. Dooku møder Obi-Wan i sin celle, hvor han forklarer sin rolle i Konføderationen af Uafhængige Systemer (separatisternes officielle navn), mens han antyder, at Republikkens Senat styres af en Sith-fyrste ved navn Darth Sidious. Han inviterer Obi-Wan til at hjælpe med at knuse Sidious, men Obi-Wan nægter, og Dooku fortæller ham at Qui-Gon Jinn, Dookus lærling, vil have sluttet sig til ham, havde han været i live. På Coruscant foreslår Repræsentant Jar Jar Binks, at senatet give nødbeføjelser til Kansler Palpatine, hvilket gør, at klonhæren bliver Republikkens militær.     
Anakin og Padmé drager til Geonosis for at redde Obi-Wan efter de også modtog hans besked om sine fund på Geonosis, men Anakin mister sit lyssværd undervejs og de bliver fanget af Jango. Dooku dødsdømmer trioen, men inden henrettelsen kan blive udført, bliver de reddet af en klon-bataljon under ledelse af Yoda og Mace Windu og andre Jedier. Windu halshugger Jango under Slaget. Obi-Wan og Anakin konfronterer Dooku for at afskære hans flugt. Dooku sårer Obi-Wan og hugger Anakins højre arm af, men Yoda ankommer for at forsvare dem. Dooku bruger kraften i forsøg på at dræbe Obi-Wan og Anakin for at distrahere Yoda og flygter til Coruscant, men Yoda redder dem. På Coruscant mødes Dooku med sin mester Sidious og han giver ham tegningerne til et supervåben. Rådet er foruroliget over Dookus hævdelse om at Sidious styrer senatet. Mens Jedierne erkender, at klonkrigene er begyndt, får Anakin en robothånd bliver gift med Padmé i al hemmelighed med R2-D2 og C-3PO som de eneste vidner.

## Medvirkende
- Hayden Christensen som Anakin Skywalker: Obi-Wans begavede lærling. Han siges at være "den udvalgte" som ifølge Jediprofetien skal bringe balance til kraften. Under de ti år som er gået siden Qui-gon Jins død, er han blevet mægtig men arrogant, og tror at Obi-Wan holder ham nede.
- Ewan McGregor som Obi-Wan Kenobi: En Jedimester og mentor for sin lærling, Anakin Skywalker, som undersøger mordforsøget på Padmé hvilket leder ham til efterforskningen af Klonhæren.
- Natalie Portman som Senator Padmé Amidala: Naboos forhenværende dronning som for nylig blev valgt som planetens senator.
- Ian McDiarmid som Overkansler Palpatine: Naboos forhenværende Galaktiske senator, som erklærer Undtagelsestilstand da Klonkrigen bryder ud.
- Christopher Lee som Grev Dooku / Darth Tyranus: En tidligere Jedimester som nu er leder af den separatistiske bevægelse og Darth Sidious’ nye lærling og en mistænkt i Obi-Wans efterforskning
- Samuel L. Jackson som Mace Windu: En Jedimester og medlem af Jedirådet, som varsomt holder øje med det Galaktiske senats politikere.
- Temuera Morrison som Jango Fett: En dusørjæger som gav sit DNA til at anvendes af kloningsanlæggene på Kamino for at skabe klonhæren. Udover sin løn, ønskede han en uforandret klon af sig selv som sin søn — Boba Fett.
- Frank Oz som stemme till Yoda: Jediernes stormester af ukendt art. Udover at sidde i Jedirådet, er Yoda underviser for de unge Jedilærlinger.
- Anthony Daniels som C-3PO: En protokoldroid for Lars hjemmet.
- Kenny Baker som R2-D2: En astrodroid, som ofte er på opgave med Anakin og Obi-Wan.
- Daniel Logan som Boba Fett: Jango Fetts klon og adopterede søn, som er skabt fra sin "fars" DNA.
- Leeanna Walsman som Zam Wesell: En dusørjæger og Jango Fetts makker, som får til opgave at myrde Padmé. Selv om hendes udseende er menneskeligt, er hun en formskifter.
- Silas Carson som Nute Gunray og Ki-Adi-Mundi: Gunray er Handelsføderationens vice-konge, som forsøger at myrde Padmé som hævn for hans tab mod hendes fol fra Naboo. Ki-Adi-Mundi er en Jedimester og medlem af Jedirådet.
- Ahmed Best som Jar Jar Binks: En Gunganer som Padmé udvælger som repræsentant for Naboo.